# Bragado (partido)
Pour la ville, voir Bragado.
Le partido de Bragado est une subdivision de la province argentine de Buenos Aires. Fondé en 1865, son chef-lieu est Bragado.